# Are You Smap?
『Are You Smap?』（アー ユー スマップ?）は2010年12月8日から2011年1月10日までの期間限定でSMAP SHOPでのみ発売された、SMAPの曲である。

## 概要
SMAP、2010年のアルバムやコンサートツアーのテーマであった「We」や「みんながSMAP」を、改めて感じて欲しいという願いが今回のSMAP SHOPのテーマである。その思いが込められた楽曲が収録されている。
例年のSMAP SHOP限定CD同様、390円のサンキュー価格で販売される。
サウンドプロデュースはSMAPへの楽曲提供は今回が初となるDAISHI DANCE。
CDの発売日（SMAP SHOPの営業開始日）と同日には『We are SMAP! 2010 CONCERT DVD』が発売される。